# Томари (Россия)
Томари́ (с 1905 по 1946 — Томариору; яп. 泊居) — город в России, административный центр Томаринского городского округа Сахалинской области. Население — 4299 чел. (2023).

## География
Город расположен на юго-западном побережье Сахалина, в 180 км от Южно-Сахалинска, в горной приморской долине реки Томаринка.
Город Томари приравнен к районам Крайнего Севера.

## Часовой пояс
Томари ранее находился в часовом поясе, обозначаемом по международному стандарту как Vladivostok Time Zone (VLAT/VLAST). Смещение относительно Всемирного координированного времени UTC составляет +10:00. Смещение относительно Московского времени (MSK/MSD) составляет +7:00 и обозначался в России соответственно как MSK+7.
С 2015 года Томари, как и весь остров Сахалин, находится в часовом поясе, обозначаемом по международному стандарту как Magadan Time Zone. Смещение относительно UTC составляет +11:00 Относительно Московского времени часовой пояс имеет постоянное смещение +8:00 часов и обозначается в России соответственно как MSK+8.

## История
Основан в 1870 году. В 1905—1945 годы находился в составе Японии. В 1945 году по итогам Второй мировой войны был возвращён России.
До 1946 года назывался Томариору (яп. 泊居) — «в заливе» (айнское: tomari «залив, бухта», oro «быть на или на»). С японского "Томари ору" переводится как "ночлег". При переводе местных топонимов специалистами Южно-Сахалинского областного управления по гражданским делам временной военной администрации Южного Сахалина в 1946 году было сделано упрощение произношения наименования данного населённого пункта, отброшено окончание «-ору» как труднопроизносимое для русского населения. Современное название утверждено 5 июня 1946 года.

## Достопримечательности
В северной части города на «бумовской» сопке расположены остатки синтоистского храма Томариору-дзиндзя, построенного в 1922 году. Комплекс включает в себя ворота — тории (каменные и бетонные), основания для каменных фонарей и собак-охранников «кома ину», бетонный фундамент храма, стелу «тюконхи» (памятник показавшим верность) и основание для чаши для ритуального омовения. Стела «Сэнсо кинэнхи» выполнена в характерной для военных памятников манере, когда в качестве памятного объекта используется образ артиллерийского снаряда. Впервые этот мотив был использован в памятнике погибшим русским и японским воинам «Сётоку Кодайго» в Порт-Артуре, автором которого была жена императора Мэйдзи императрица Сётоку. На Южном Сахалине в такой же манере сделана стела «тюконхи» синтоистского храма в Мотодомари (с. Восточное).
До ноября 2011 года стела «Сэнсо кинэнхи» находилась в аварийном состоянии: обелиск установлен на бетонной площадке размером 5×5 м, грунтовое основание площадки (щебенистый суглинок) осыпалось на 50 %, и памятник не опрокинулся только из-за того, что один из углов бетонной площадки был засыпан сползшей с вышележащей террасы почвой. В результате реставрационных работ, направленных на сохранение целостности стелы, её переместили на 4,5 метра ближе к воротам-тории, благодаря чему опасности обвала стелы больше нет. Собаки-охранники «кома ину» после передачи города советским властям были перемещены на детскую площадку городского парка Томари. После постройки нового здания школы № 2 (1993 год) были установлены перед её главным входом.
Храмовый комплекс в Томари включен в список вновь выявленных объектов культурного наследия Сахалинской области. Храмовые остатки в Томари являются на сегодняшний день одним из двух хорошо сохранившихся комплексов (второй — в городе Макарове), позволяющих восстановить размеры и планировку синтоистских храмов Южного Сахалина периода губернаторства Карафуто.
Также у основания «бумовской» сопки расположен ныне недействующий целлюлозно-бумажный завод японской постройки, в советскую эпоху — градообразующее, крупнейшее предприятие города.

## Население
На 1 января 2025 года по численности населения город находился на 1089-м месте из 1124 городов Российской Федерации.
| \| 1925[6] \| 1935[7] \| 1959[8] \| 1970[9] \| 1979[10] \| 1989[11] \| 1996[12] \| 1998[12] \| 2000[12] \| 2001[12] \| \| -------- \| -------- \| -------- \| -------- \| -------- \| -------- \| -------- \| -------- \| -------- \| -------- \| \| 6061 \| ↗8865 \| ↗9909 \| ↘7889 \| ↘7797 \| ↗8121 \| ↘7600 \| ↘7100 \| ↘6700 \| ↘6600 \| \| 2002[13] \| 2005[12] \| 2006[12] \| 2007[12] \| 2008[12] \| 2009[14] \| 2010[15] \| 2011[16] \| 2012[17] \| 2013[18] \| \| ↘5338 \| ↘5100 \| ↘4900 \| ↘4800 \| ↘4700 \| ↘4658 \| ↘4541 \| ↘4505 \| ↘4354 \| ↘4177 \| \| 2014[19] \| 2015[20] \| 2016[21] \| 2017[22] \| 2018[23] \| 2019[24] \| 2020[25] \| 2021[26] \| 2023[1] \| \| \| ↘4033 \| ↘3955 \| ↘3858 \| ↘3774 \| ↗3810 \| ↘3761 \| ↗3771 \| ↗4313 \| ↘4299 \| \| 1000 2000 3000 4000 5000 6000 7000 8000 9000 10 000 1970 2000 2007 2012 2017 2023 |       |       |       |       |       |       |       |       |       |
| 1925 | 1935  | 1959  | 1970  | 1979  | 1989  | 1996  | 1998  | 2000  | 2001  |
| 6061 | ↗8865 | ↗9909 | ↘7889 | ↘7797 | ↗8121 | ↘7600 | ↘7100 | ↘6700 | ↘6600 |
| 2002 | 2005  | 2006  | 2007  | 2008  | 2009  | 2010  | 2011  | 2012  | 2013  |
| ↘5338 | ↘5100 | ↘4900 | ↘4800 | ↘4700 | ↘4658 | ↘4541 | ↘4505 | ↘4354 | ↘4177 |
| 2014 | 2015  | 2016  | 2017  | 2018  | 2019  | 2020  | 2021  | 2023  |       |
| ↘4033 | ↘3955 | ↘3858 | ↘3774 | ↗3810 | ↘3761 | ↗3771 | ↗4313 | ↘4299 |       |

## Экономика
Основные виды деятельности: рыбодобыча и рыбообработка, угледобыча, лесозаготовка.

## Средства массовой информации
Пресса
До 2009 года в городе и районе издавалась одна газета «Рассвет», являвшаяся продолжительное время официальным органом администрации Томаринского района и позднее Томаринского городского округа. Газета «Рассвет» начала издаваться в марте 1948 года, её первое официальное название — «Заря». В 1962 году издание было прекращено, в связи с образованием Красногорского промышленного района и переездом газеты в Красногорск. Издание газеты возобновлено с 1 июня 1965 года под новым наименование «Заря коммунизма». В советское время являлась официальным органом Томаринского райкома КПСС. Переименована в газету «Рассвет» в конце 1989 года. 27 февраля 2009 года вышел её последний номер. В настоящее время ликвидирована.
С 2005 года в Томари издаётся газета «Вести Томари». С 2008 года является официальным органом администрации Томаринского городского округа.
Радиовещание
В городе можно принимать передачи шести радиостанций— Радио Маяк, Радио России, Восток России, Авторадио, Радио Шансон, и Европа Плюс.
Телевидение
В городе в 2012 году началось тестовое вещание цифрового эфирного телевидения. С 27 января 2014 года вещает первый мультиплекс, с марта 2014 года до середины лета был также доступен второй мультиплекс. Есть возможность подключения кабельного, спутникового — (ТВК: 51, частота приема: 714 МГц) и интерактивного телевидения от Ростелекома.
Интернет
В городе действуют две компании по предоставлению интернет-трафика — Ростелеком и Транстелеком (ТТК).

## В культуре
- На Марсе находится кратер (20.2№ 246.3W D5.9), названный в честь города.